# Othmar-Schoeck-Brunnen

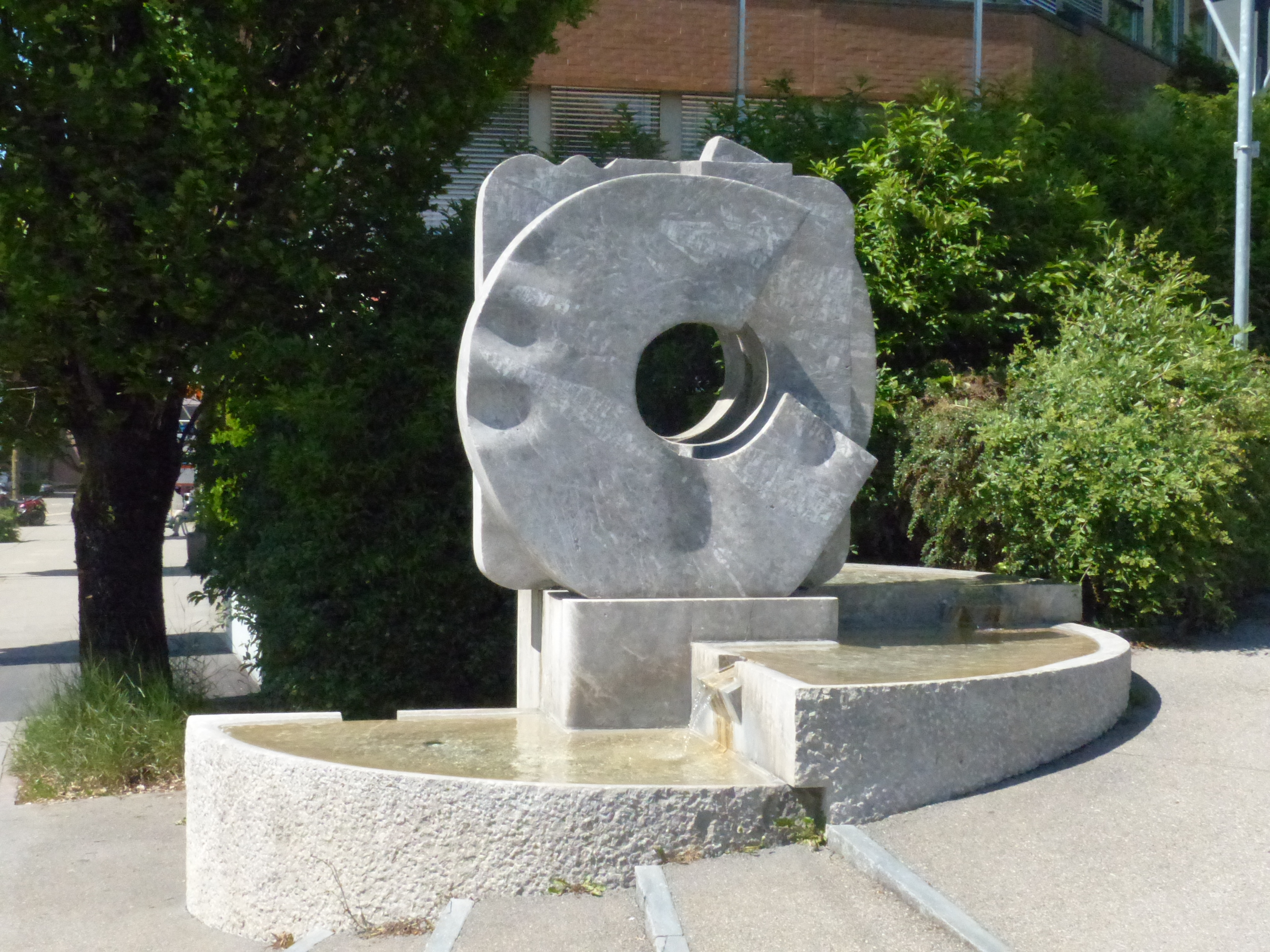
Der Othmar-Schoeck-Brunnen in Zürich (2019)

Der Othmar-Schoeck-Brunnen ist ein 1969 eingeweihter Gedenkbrunnen im Zürcher Quartier Wollishofen, der dem Komponisten Othmar Schoeck (1886–1957) gewidmet ist. Er wurde von der SUISA gestiftet und von Peter Meister geschaffen.

## Geschichte

### Das SUISA-Haus
Die Genossenschaft der Urheber und Verleger von Musik (SUISA) war 1941 entstanden und hatte ihren Sitz seit 1942 am General-Guisan-Quai 38 in Zürich. Infolge konstanter Platzprobleme tat sie sich mit der in Bern ansässigen Gesellschaft der mechanischen Urheberrechte («Mechanlizenz») zusammen, um im Februar 1965 gemeinsam dem Generalunternehmer Karl Steiner den Auftrag für den Bau eines neuen Verwaltungsgebäudes an der Mutschellenstrasse in Zürich-Wollishofen zu erteilen. Als Architekt wurde Werner Gantenbein verpflichtet. Die Räumlichkeiten wurden mit eigens für das Gebäude geschaffenen Werken junger Künstler wie Walter Vögeli, Gottfried Honegger, Urs Lüthi, Jean Baier, Herbert Distel, Willy Weber und Max Wiederkehr ausgeschmückt. Das fertige Haus wurde im Dezember 1968 bezogen.
Vor dem Gebäude liess die SUISA einen Brunnen errichten, der dem 1957 in Zürich verstorbenen Othmar Schoeck, einem der bedeutendsten Schweizer Komponisten des 20. Jahrhunderts, gewidmet sein sollte. Sie engagierte hierzu Peter Meister, der gerade erst die Arbeit am Rosenhofbrunnen (1967) abgeschlossen hatte.

### Einweihung
Die Einweihung des Neubaus und des Brunnens fand am 26. März 1969 statt. Die Festgemeinde versammelte sich vormittags in der Aula der Kantonsschule Freudenberg, wo unter anderem die Präsidenten von SUISA und Mechanlizenz, ferner auch der Zürcher Stadtpräsident Sigmund Widmer Reden hielten. Der Anlass war mit kammermusikalischen Werken von Carlo Florindo Semini, Heinrich Sutermeister und Julien-François Zbinden untermalt. Am Nachmittag konnte das Haus besichtigt werden, wobei Paul Müller-Zürich (als Vizepräsident der SUISA) der Stadt Zürich den Othmar-Schoeck-Brunnen feierlich übergab. Sigmund Widmer nahm das Geschenk dankend in Empfang.

## Beschreibung und Deutung
Die Brunnenanlage steht im Winkel zwischen Bellariastrasse und Mutschellenstrasse, vor dem SUISA-Gebäude. Sie ist 2,95 Meter hoch und hat einen kreisförmigen Grundriss mit einem Durchmesser von etwa 3,50 Metern. Da Peter Meister einheimischen Granit zu hart fand, liess er den italienischen Marmor «Grigio Scogliera» aus Neapel für den Brunnen importieren. Der Sockel ist seitlich rechts mit «MEISTER» signiert. Unten links steht die Inschrift: «Othmar Schoeck, dem Meister des Liedes, Schöpfer von ‹Venus› und ‹Penthesilea›».
Meister band das natürliche Gefälle des Ortes in seine Konzeption mit ein, so fällt das Wasser in vier Stufen. Über dem eigentlichen Brunnen erhebt sich eine dreiteilige abstrakte Skulptur. Gemäss den Neuen Zürcher Nachrichten soll sie «einerseits an die häufig anzutreffende Dreiteiligkeit der Schoeckschen Werke und andererseits auch an Instrumente erinnern». Die Neue Zürcher Zeitung, die die Skulptur mit «aufgestellten Ananasscheiben aus der Büchse» verglich, trieb solche Deutungsbemühungen ad absurdum: Schliesslich liesse sich die Dreiteiligkeit auch als Dreivierteltakt interpretieren und sodann könnte man gleich auch «von den vier Stufen des Brunnenbeckens zum Viervierteltakt» gelangen und «im fließenden und leise rauschenden Wasser Lieder sich verströmen» hören. Meister habe aber schlicht «Schönheit, Reinheit, Harmonie und Klang aus der Tonsprache […] in seine eigene, steinerne Sprache» übersetzt. Im «Brunnenguide» der Stadt Zürich ist von einem «Präludium in Stein» die Rede.